# ウィーン十月蜂起

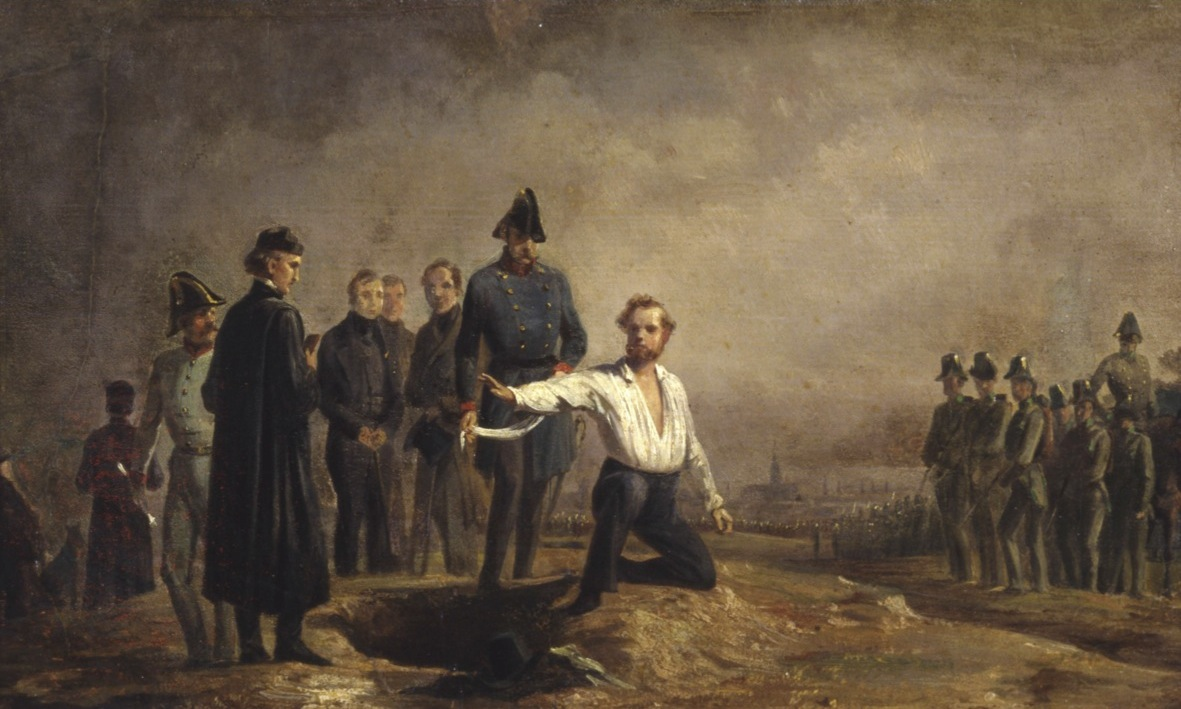
『ロベルト・ブルムの処刑』、カール・シュテフェック作。

ウィーン十月蜂起（ウィーンじゅうがつほうき、ドイツ語: Wiener Oktoberaufstand）、またはウィーン十月革命（ウィーンじゅうがつかくめい、独: Wiener Oktoberrevolution）は1848年10月に生起した、1848年オーストリア革命における最後の蜂起。
1848年10月6日、オーストリア帝国が1848年ハンガリー革命の鎮圧のためにウィーンを発つ準備をしている中、ハンガリー革命を支持する（労働者、学生と反乱兵士で構成された）群集はそれを阻止しようとした。事件は激しい市街戦に発展、シュテファン大聖堂に血が流れた上、オーストリア戦争相テオドール・バイエ・フォン・ラトゥール伯爵が群集にリンチされ、殺害された。ウィーン駐留軍の指揮官アウアースペルク伯爵はウィーンからの撤退を余儀なくされたが、その外で強固な陣地を死守した。
10月7日、皇帝フェルディナント1世は宮廷人たちとともにオルミュッツ（現チェコ領オロモウツ）に逃亡、アルフレート1世・ツー・ヴィンディシュ＝グレーツの庇護下に入った。2週間後、オーストリア議会もクレムジアー（現チェコ領クロミェジージュ）に移転した。
26日、ヴィンディシュ＝グレーツとヨシップ・イェラチッチ伯爵の指揮下、オーストリア軍とクロアチア軍はウィーンへの砲撃を開始、28日に砲撃を再開して攻勢をかけ、31日にはウィーン都心を制圧した。ポーランド人将軍ユゼフ・ベムがウィーンを守備していたが、ウィーン都心陥落後、ヴェンツェル・メッセンハウザー、ジャーナリストのアルフレート・ユリウス・ベッヒャー、ヘルマン・イェリネックなど抵抗運動の指導者がほぼ全員処刑され（国会議員の免責特権があるロベルト・ブルムすら処刑された）、ベムだけが逃亡に成功した。その後、翌1849年にハンガリー革命は鎮圧された。
三月革命の成果はここにほぼ全て失われたが、オーストリアでは新絶対主義と呼ばれる反動期に入るとともに自由主義的な改革も行われた。イギリスに亡命していたクレメンス・フォン・メッテルニヒも帰国を許された。